# 小倉タワー
小倉タワー（こくらタワー、KOKURA TOWER）は、福岡県北九州市小倉北区馬借にある超高層マンションである。

## 概要および経緯
1984年（昭和59年）に馬借地区第1第一種市街地再開発事業（1街区）により開業したホテル小倉法華倶楽部
（施設名称：ホテル法華クラブ小倉→後に小倉ガーデンホテル紫川〈しせん〉）が2002年（平成14年）に廃業した跡地に2007年（平成19年）に竣工した。2003年（平成15年）にタワーマンション「シエールタワー小倉」として計画されたが事業中止となり、事業主体および計画が変更となり、現在の形となった。
紫川と神嶽川との合流部に立地し、「紫川マイタウン・マイリバー整備事業」に基づき紫川沿いは遊歩道となっており、紫川に面した1階部分にテナントが入居している。

## 用途
- 住宅（分譲マンション）
- 店舗

## フロア構成
- 2 - 28階：分譲マンション147戸
- 1階：マンションエントランス、テナント（美容室等）
- 地下1・2階：住戸用駐車場